# جاي جاي تروخيو
جاي جاي تروخيو (بالإنجليزية: J. J. Trujillo)‏ هو لاعب كرة قاعدة أمريكي، ولد في 9 أكتوبر 1975 في كوربوس كريستي في الولايات المتحدة.

## وصلات خارجية
- جاي جاي تروخيو على موقعبيزبول رفرنس.كوم (الدوري الرئيسي) (الإنجليزية)